# Croitana aestiva
Croitana aestiva är en fjärilsart som beskrevs av Edwards 1979. Croitana aestiva ingår i släktet Croitana och familjen tjockhuvuden. Inga underarter finns listade i Catalogue of Life.